# Vilviestre del Pinar
Vilviestre del Pinar est une commune d'Espagne dans la communauté autonome de Castille-et-León, province de Burgos. Elle s'étend sur 33,897 km2 et comptait environ 665 habitants en 2011.